# Eufemia Cabrera de Borda
Eufemia Cabrera de Borda (Bogotá, República de la Nueva Granada, 3 de septiembre de 1842-Bogotá, 14 de enero de 1915) fue una poetisa, escritora, periodista y educadora colombiana.

## Biografía
Nació en la ciudad de Bogotá el 3 de septiembre de 1842, en el seno de una familia adinerada de la capital colombiana, asistió al Colegio Femenino La Merced, colegio al cual asistirían muchas escritoras y poetisas importantes de la época se casó en primeras nupcias con el historiador José Joaquín Borda, y en segundas con Jorge Roa.
Cabrera está incluida dentro del grupo de escritores llamados de fin de siglo, con otros como Priscila Herrera de Núñez, Herminia Gómez Jaime, Concepción Jiménez de Araújo, Ester Flórez Álvarez o Julia Jimeno de Pertuz. Impulsada por su primer marido escribió algunos artículos y poesías utilizando el seudónimo «Rebeca», que se publicaron en los periódicos dirigidos por Borda. Sus artículos en estos periodos consistieron principalmente en semejanzas y necrologías. Escribió poesías y artículos en prosa que no distaban en calidad a los de sus contemporáneos masculinos. Posteriormente colaboró en la recolección de material para La Biblioteca popular, junto a su segundo marido Jorge Roa. Fue directora del Colegio Femenino La Merced hasta el año de 1881. Falleció en su ciudad natal el 14 de enero de 1915.